# 이와키촌 (에히메현)
이와키촌(石城村)은 에히메현 히가시우와군에 설치되었던 촌이다. 현재의 세이요시 서부에 해당한다.